# 기린자리 CS
기린자리 CS(CS Camelopardalis)는 기린자리에 있는 쌍성이다. 이 별은 지구에서 4,300광년 떨어져 있다.
주성 기린자리 CS A는 청색-백색 B형 초거성으로 평균 겉보기 등급가 +4.21이다. 주성은 고니자리 알파형 변광성으로, 밝기가 +4.19에서 +4.23 간격으로 변한다. 반성 기린자리 CS B는 천구상에서 주성으로부터 2.9 초각 떨어져 있으며 겉보기 등급이 +8.7이다.